# Carles Manuel III de Sardenya

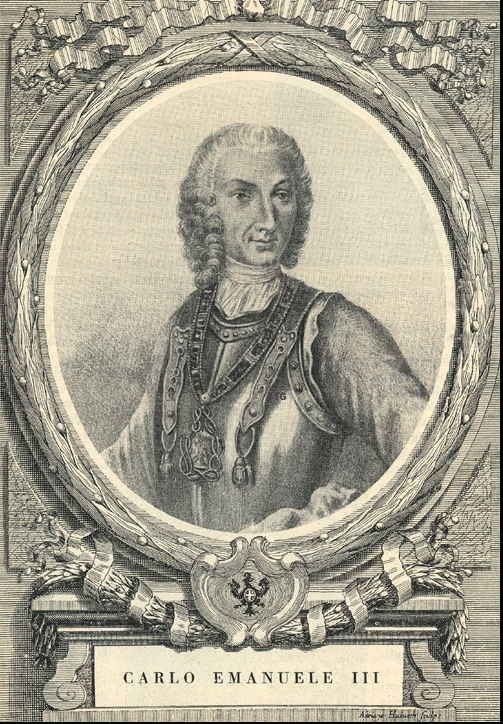
Gravat de Carles Manuel III de Sardenya.

Carles Manuel III de Sardenya (Torí, Savoia 1701 - íd., Regne de Sardenya-Piemont 1773) fou el duc de Savoia i rei de Sardenya entre 1730 i 1773, i duc de Milà entre 1733 i 1736.

## Orígens familiars
Va néixer el 27 d'abril de 1701 a la ciutat de Torí, capital en aquells moments del Ducat de Savoia, sent el cinquè fill del duc Víctor Amadeu II de Savoia i la seva esposa Anna Maria d'Orleans. Era net per línia paterna del també duc Carles Manuel II de Savoia i Maria Joana Baptista de Savoia-Nemours, i per línia materna del duc Felip I d'Orleans i Enriqueta d'Anglaterra.
Fou germà de Maria Adelaida de Savoia (mare de Lluís XV de França) i Maria Lluïsa de Savoia, casada amb Felip V d'Espanya i mare de Lluís I i Ferran VI d'Espanya.
Morí a la ciutat de Torí, en aquells moments capital del Regne de Sardenya-Piemont, el dia 20 de febrer de 1773, i fou enterrat a la Basílica de Superga.

## Ascens al tron

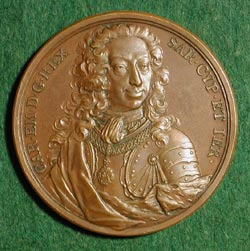
Medalla de Carles Manuel III de Sardenya

El 1730 el seu pare abdicà en favor seu davant l'empitjorament de la seva salut. Després del casament amb la seva tercera esposa, i d'una llarga estada a la ciutat de Chambéry on es recuperà d'una malaltia mental, Víctor Amadeu II recuperà el poder, si bé fou reclòs per part del seu fill al castell de Rivoli a la ciutat de Torí. A la mort del seu pare, ocorreguda el 1732, fou formalment nomenat duc de Savoia i rei de Sardenya, el nou estat creat pel seu pare a partir dels dominis de la Dinastia Savoia al Piemont i l'illa de Sardenya.
Durant la Guerra de Successió polonesa (1733-1738) Carles Manuel III donà suport al pretendent Estanislau Leszczyński. Després del tractat d'aliança signat a Torí el 28 d'octubre de 1733 marxà sobre el Ducat de Milà i la Llombardia, que foren ocupades sense grans pèrdues. No obstant això, quan el Regne de França va intentar convèncer a Felip V d'Espanya d'unir-se a la coalició aquest demanà rebre el ducat de Milà i Màntua a canvi. Això no fou acceptable per a Carles Manuel III, ja que constituïa la reconstrucció d'un nou domini espanyol a la península Itàlica. Finalment tan sols fou cedit el ducat de Màntua al Regne d'Espanya, i l'exèrcit piemontès sortí victoriòs de dues batalles a Crocetta i Guastalla, tot i que en ser signat el tractat de pau entre Carles VI del Sacre Imperi Romanogermànic i Lluís XV de França Carles Manuel va haver d'abandonar la Llombardia, si bé va rebre a canvi Langhe, Novara i Tortona.
Posteriorment va participar en la Guerra de Successió austríaca prenent partit en favor de Maria Teresa I d'Àustria, amb suport financer i naval del Regne de la Gran Bretanya. Hagué de fer front a un intent d'invasió del seu regne després d'un intent fallit de conquerir el Regne de Nàpols, defenent l'any 1744 personalment la ciutat de Cuneo. El 1745 perdé Alessandria (municipi del Piemont), Asti i Casale, i amb l'ajuda que arribà d'Àustria aconseguí recuperar les dues primeres l'any següent. El 1747 aconseguí la victòria a la batalla d'Assietta, aconseguint aturar les hostilitats franceses al seu territori. Mitjançant la signatura del Tractat d'Aquisgrà l'any 1748 Carles Manuel III aconseguí recuperar el comtat de Niça i diversos territoris de Savoia, així com guanyar Vigevano i terres a la vall del Po.
Posteriorment es va negar a participar en la Guerra dels Set Anys (1756-1783), i preferí concentrar-se en les reformes administratives per a mantenir un exèrcit bé disciplinat i enfortir les seves fortaleses. Va fundar, així mateix, la Universitat de Sàsser i Càller.

## Núpcies i descendents
Es casà el 15 de març de 1722 a la ciutat de Vercelli amb Anna Cristina Lluïsa de Baviera, filla de Teodor-Eustaqui de Wittelsbach i Maria-Amàlia de Hesse-Rheinfels-Rotenbourg. D'aquesta unió nasqué:
- Víctor Amadeu de Savoia (1723-1725), duc d'Aosta

Es casà, en segones núpcies, el 23 de juliol de 1724 a la ciutat de Thonon-les-Bains amb Polixena Christina de Hesse-Rotenburg, filla d'Ernest-Leopold de Hesse-Rotenburg i Elionor de Löwenstein-Wertheim-Rochefort. D'aquesta unió nasqueren:
- Víctor Amadeu III de Sardenya (1726-1796), duc de Savoia i rei de Sardenya
- Elionor de Savoia (1728-1781)
- Maria Lluïsa de Savoia (1729-d.1767), religiosa
- Maria Felicitat de Savoia (1730-1801)
- Manuel Filibert de Savoia (1731-1735), duc d'Aosta
- Carles Francesc de Savoia (1733), duc de Chablais

Es casà, en terceres núpcies, l'1 d'abril de 1737 amb Elisabet Teresa de Lorena, filla del duc Leopold I de Lorena i Elisabet Carlota d'Orleans, i germana de l'emperador Francesc I del Sacre Imperi Romanogermànic. D'aquesta unió nasqueren:
- Carles Francesc de Savoia (1738-1745), duc d'Aosta
- Maria de Savoia (1740-1742)
- Benet de Savoia (1741-1808), duc de Chablais